# Representacions immersives
Les representacions immersives són aquelles tecnologies que busquen traspassar el marc del quadre, és a dir, els límits del que veiem. El seu objectiu principal és introduir l'audiència dintre d'una imatge o realitat diferent a la seua.
Si s'hi aplica als antecedents del cinema, les representacions immersives eren pintures o obres de proporcions gegantines que envoltaven l'espectador aconseguint crear un sensació de pertinença al quadre, una suspensió temporal en què es vivia una realitat i emocions alternatives a les pròpies.
En l'actualitat, s'hi veuen representacions immersives mitjançant el món digital o simulat gràcies a l'evolució de la tecnologia audiovisual, de manera que durant el dia a dia tothom es veu rodejat d'aquestes i són emprades en diversos àmbits.

## Història
Al segle XVII sorgí un corrent de quadres enormes que representaven escenes espectaculars immersives relacionades amb esdeveniments contemporanis o triomfs d'herois, de manera que els espectadors acudien a contemplar-los per evadir-se i endinsar-se en imatges externes a ells, per pur entreteniment.
Un quadre que fou clau per a aquesta època fou "The Storming of Seringaptam", un dels quadres panoràmics més importants del segle xix, el qual representava la lluita de les forces britàniques i els seus aliats contra el Regne de Mysore, és a dir, l'asedi de Seringapatam.
"The Storming of Seringapatam"
Al 1799 Robert Ker Porter pintà un quadre panoràmic d'exalçament de la pàtria anglesa, en el moment sovint s'encarregaven aquest tipus d'obres representatives d'èxits militars o esdeveniments importants, per aquest motiu el conflicte entre Anglaterra i Seringapatam sota les ordres de Tipu, qui fou brutalment derrotat tot i intentar aliar-se amb la potència enemiga, França. Aquest event fou motiu suficient per desitjar fer una pintura que representara la gran victòria que va suposar véncer al seu major rival colonial i de les guerres Napoleòniques.
El quadre era una pintura semi-circular d'aproximadament 120 peus de llargària. El Govern britànic anomenà a Robert Ker Porter un artista propaganda, ja que amb les indicacions que li foren donades fou capaç de crear un efecte immersiu des de la pintura que endinsava als espectadors i simulava el que avui dia seria la realitat virtual.
Després d'aquesta obra, molts altres autors la imitaren i seguiren les intencions de crear un efecte evasiu per a aquells que les observaren, evolucionant i millorant a poc a poc aquesta idea. Aquesta evolució ha arribat als nostres temps en part en forma d'obres d'art com els quadres de diversos autors del segle xx, els quals han sigut adaptats a exposicions amb experiències de realitat virtual, d'endinsament a les pintures de Van Gogh, Monet o altres que feien del seu visionat una experiència única i ovedosa gràcies a la inspiració en les primeres representacions immersives.

## Actualitat
Avui dia exemples de tecnologia immersiva es troba desenvolupada a dispositius de realitat virtual i tècniques o projeccions de realitat augmentada que ens envolten constantment i resulten ser un recurs en molts àmbits.
L'objectiu principal d'aquestes ve a ser el mateix que al segle xvii, transportar a aquells que la visualitzen a una realitat paral·lela, introduir-los en un món inexistent per evadir-se o viure experiències diferents i novedoses de manera que es capti completament l'atenció dels espectadors amb sensacions que no ocorren en veure un quadre de manera convencional.
Hui dia són molts els artistes que recorren a aquestes novetats per utilitzar la simulació i crear grans exposicions d'art, amb llums, colors i sons envolvents que interactuen amb l'espectador de manera activa. S'aprofita un espai real per fusionar-lo amb tècniques immersives de realitat virtual recolzades amb projeccions que afecten al subconscient d'aquells que les contemplen.
Resulten ser un experiment novedós per a molts d'aquests artistes, els quals investiguen les reaccions del cervell davant aquests estímuls per crear experiències més extremes i captivadores, implicant en la majoria dels casos als espectadors en la creació de la mateixa obra que es troben visualitzant.

### Espectacles de tecnologies immersives
Alguns exemples sobre elements de la realitat virtual són projeccions a les parets, sòls reflectants amb escenes hipnòtiques, realistes i capaces de submergir en elles a qui les contempla. Es busca la confluència de la ciència, l'art, la tecnologia i el disseny per reflectir una visió distinta del món i la humanitat. Fer volar als espectadors, situar-los enmig d'una mar caòtica o jugar amb les llums creant noves sensacions.
D'autors tradicionals, existeixen les exposicions d'art de Monet, Van Gogh....